# Liste des châteaux d'Argyll and Bute

Situation de l'Argyll and Bute au sein de l'Écosse.

Cette liste recense les principaux châteaux du council area d'Argyll and Bute en Écosse.
| Nom                     | Type                | Date          | Condition                                 | Propriétaire            | Localisation                                                     | Notes | Image    |
| ----------------------- | ------------------- | ------------- | ----------------------------------------- | ----------------------- | ---------------------------------------------------------------- | --- | -------- |
| Château d'Aros          |                     | XIIIe siècle  | En ruines                                 |                         | Île de Mull, 56° 31′ 56″ N, 5° 57′ 54″ O                         | Également appelé château de Dounarwyse                                                                                  |          |
| Château d'Achallader    | Maison-tour         | XVIe siècle   | En ruines                                 | Privé                   | Achallader, 56° 33′ 35″ N, 4° 43′ 55″ O                          | |          |
| Château d'Ardencaple    |                     | XIIe siècle   | Disparu                                   | Royal Navy              | Helensburgh, 56° 00′ 33″ N, 4° 45′ 25″ O                         | |          |
| Château de Barcaldine   | Maison-tour         | XVIe siècle   | Restauré et transformé en hôtel           | Privé                   | Barcaldine, 56° 30′ 37″ N, 5° 24′ 04″ O                          | |          |
| Château de Calgary      | Maison fortifiée    | XIXe siècle   |                                           | Privé                   | Calgary, 56° 34′ 50″ N, 6° 16′ 14″ O                             | |          |
| Château de Carnasserie  | Maison-tour         | XVIe siècle   | En ruines                                 | Historic Scotland       | Kilmartin, 56° 09′ 07″ N, 5° 29′ 00″ O                           | |          |
| Château de Carrick      | Maison-tour         | XVe siècle    | En ruines                                 | Privé                   | Carrick Castle, 56° 06′ 31″ N, 4° 54′ 14″ O                      | |          |
| Château de Claig        | Château fort        | XVe siècle    | En ruines                                 |                         | Fraoch Eilean, 55° 47′ 29″ N, 6° 02′ 07″ O                       | Ancienne place forte du Clan Donald                                                                                     |          |
| Château de Craignish    | Maison baronniale   | 1832          | Reconstruit et transformé en appartements | Privé                   | Adfern, 56° 09′ 18″ N, 5° 35′ 23″ O                              | |          |
| Château de Duart        | Château fort        | XIIIe siècle  | Restauré                                  | Chef du Clan McLean     | Île de Mull, 56° 27′ 20″ N, 5° 39′ 14″ O                         | |          |
| Château de Dunans       | Maison baronniale   | 1860          | Restauré                                  |                         | Glendaruel, 56° 04′ 21″ N, 5° 08′ 58″ O                          | |          |
| Château de Dunaverty    |                     | XIIIe siècle  | En ruines                                 |                         | Kintyre, 55° 18′ 27″ N, 5° 38′ 41″ O                             | |          |
| Château de Dunderave    | Maison tour en L    | XVIe siècle   | Habité                                    | Chef du Clan Macnaghten | Inveraray, 56° 14′ 35″ N, 4° 59′ 53″ O                           | |          |
| Château de Dunollie     | Maison-tour         | XIIIe siècle  | En ruines                                 |                         | Oban, 56° 25′ 35″ N, 5° 29′ 05″ O                                | |          |
| Château de Dunstaffnage | Château fort        | vers 1220     | En ruines                                 | Historic Scotland       | Dunbeg, 56° 27′ 17″ N, 5° 26′ 13″ O                              | |          |
| Château de Duntrune     | Maison-tour         | XIIe siècle   | Habité                                    | Chef du Clan Malcolm    | Crinan, 56° 06′ 04″ N, 5° 33′ 01″ O                              | |          |
| Château de Dunyvaig     | Courtyard castle    | XIIIe siècle  | En ruines                                 |                         | Lagavulin, 55° 38′ 01″ N, 6° 07′ 23″ O                           | |          |
| Château de Fincharn     |                     | XIIIe siècle  | En ruines                                 |                         | Ford, 56° 11′ 10″ N, 5° 23′ 17″ O                                | |          |
| Château de Glengorm     | Manoir              | XIXe siècle   | Habité                                    | Privé                   | Tobermory, 56° 38′ 13″ N, 6° 10′ 38″ O                           | |          |
| Château de Gylen        | Maison-tour         | XVIe siècle   | En ruines                                 |                         | Kerrera, 56° 22′ 47″ N, 5° 33′ 24″ O                             | Restauré en 2006. |          |
| Château d'Innes Chonnel | Château fort        | XIIIe siècle  | En ruines                                 | Clan Campbell           | Île d'Innes Chonnel sur le Loch Awe, 56° 15′ 23″ N, 5° 16′ 09″ O | Également appelé château d'Ardchonnel (ou Ardconnel).                                                                   |          |
| Château d'Inveraray     | Château fort        | 1746          | Habité                                    | Duc d'Argyll            | Inveraray, 56° 14′ 15″ N, 5° 04′ 24″ O                           | |          |
| Château de Kames        | Maison-tour         | XIVe siècle   | Habité                                    | Privé                   | Port Bannatyne sur l'île de Bute, 55° 51′ 44″ N, 5° 05′ 45″ O    | |          |
| Château de Kilchurn     | Maison-tour         | XVe siècle    | En ruines                                 | Historic Scotland       | Loch Awe, 56° 24′ 13″ N, 5° 01′ 44″ O                            | |          |
| Château de Kilmahew     | Maison-tour         | XVIe siècle   | En ruines                                 | Archidiocèse de Glasgow | Cardross, 55° 58′ 19″ N, 4° 38′ 44″ O                            | |          |
| Château de Kilmartin    | Maison-tour en Z    | XIIIe siècle  | Restauré                                  | Clan Campbell           | Kilmartin, 56° 08′ 07″ N, 5° 29′ 09″ O                           | |          |
| Château de Kilmory      | Castellated house   | XIXe siècle   | Transformé en bureaux                     | Argyll County Council   | Lochgilphead, 56° 01′ 32″ N, 5° 25′ 17″ O                        | |          |
| Ancien château Lachlan  |                     | XIIIe siècle  | En ruines                                 |                         | Loch Fyne, 56° 06′ 19″ N, 5° 12′ 30″ O                           | Ancienne place forte du Clan Maclachlan.                                                                                |          |
| Nouveau château Lachlan | Maison baronniale   | XVIIIe siècle | Habité                                    | Privé                   | Cairndow, 56° 06′ 39″ N, 5° 11′ 56″ O                            | Siège du Clan Maclachlan.                                                                                               |          |
| Château de Minard       | Castellated mansion | XVIIIe siècle | Transformé en hôtel                       | Privé                   | Loch Fyne, 56° 05′ 53″ N, 5° 15′ 35″ O                           | |          |
| Château de Moy          | Château fort        | XVe siècle    | En ruines                                 |                         | Lochbuie sur l'Île de Mull, 56° 21′ 21″ N, 5° 51′ 31″ O          | |          |
| Château de Rothesay     | Château fort        | XIIIe siècle  | En ruines                                 | Historic Scotland       | Rothesay sur l'Île de Bute, 56° 21′ 21″ N, 5° 51′ 31″ O          | |          |
| Château de Saddell      | Maison-tour         | XVIe siècle   | Restauré                                  | Landmark Trust          | Saddell, 55° 31′ 38″ N, 5° 30′ 17″ O                             | |          |
| Château de Skipness     | Château fort        | XIIIe siècle  | En ruines                                 | Historic Scotland       | Skipness, 55° 46′ 07″ N, 5° 20′ 13″ O                            | | Skipness |
| Château de Stalker      | Maison-tour         | XVe siècle    | Restauré                                  | Privé                   | Loch Laich, 56° 34′ 16″ N, 5° 23′ 10″ O                          | Apparaît dans le film Monty Python and the Holy Grail sous le nom de « Château Aaaaarrrrrrggghhh ».                     |          |
| Château de Sween        | Château fort        | XIIe siècle   | En ruines                                 | Historic Scotland       | Knapdale, 55° 56′ 52″ N, 5° 39′ 51″ O                            | |          |
| Château de Tarbert      | Château fort        | XIVe siècle   | En ruines                                 |                         | Tarbert, 55° 51′ 49″ N, 5° 24′ 31″ O                             | |          |
| Château de Torosay      | Maison baronniale   | 1858          | Préservé                                  | Clan Guthrie            | Craignure sur l'Île de Mull, 56° 27′ 18″ N, 5° 41′ 14″ O         | En juillet 2009, la plus ancienne bouteille de champagne intacte connue - un Veuve Clicquot de 1893 - y fut découverte. |          |
| Château de Torrisdale   | Castellated house   | XIXe siècle   | Habité                                    | Privé                   | Torrisdale, 55° 34′ 08″ N, 5° 30′ 05″ O                          | |          |
| Château Toward          | Maison baronniale   | 1820          | Transformé en centre d'éducation          | Argyll and Bute Council | Toward, 55° 52′ 10″ N, 5° 00′ 53″ O                              | |          |